# Betty Barclay Cup 1999
Betty Barclay Cup 1999 — жіночий тенісний турнір, що проходив на відкритих кортах з ґрунтовим покриттям Am Rothenbaum у Гамбургу (Німеччина). Належав до турнірів 2-ї категорії в рамках Туру WTA 1999. Тривав з 26 квітня до 2 травня 1999 року. Друга сіяна Вінус Вільямс здобула титул в одиночному розряді.

## Учасниці

### Сіяні учасниці
| Країна  | Гравчиня              | Рейтинг | Сіяна |
| ------- | --------------------- | ------- | ----- |
| Чехія   | Яна Новотна           | 4       | 1     |
| США     | Вінус Вільямс         | 7       | 2     |
| Іспанія | Аранча Санчес Вікаріо | 6       | 3     |
| Франція | Марі П'єрс            | 8       | 4     |
| Франція | Наталі Тозья          | 11      | 5     |
| Бельгія | Домінік Ван Рост      | 15      | 6     |
| ПАР     | Аманда Кетцер         | 16      | 7     |
| Іспанія | Кончіта Мартінес      | 19      | 8     |

### Інші учасниці
Нижче наведено учасниць, які отримали вайлдкард на участь в основній сітці:
- Андреа Гласс
- Юлія Абе

Нижче наведено учасниць, що отримали вайлдкард на участь в основній сітці в парному розряді:
- Юлія Абе /  Яна Кандарр

Нижче наведено учасниць, що пробились в основну сітку через стадію кваліфікації в одиночному розряді:
- Маріон Маруска
- Анка Барна
- Олена Дементьєва
- Яна Неєдли

Нижче наведено учасниць, що пробились в основну сітку через стадію кваліфікації в парному розряді:
- Сандра Начук /  Сільвія Плішке

## Фінальна частина

### Одиночний розряд
Вінус Вільямс —  Марі П'єрс, 6–0, 6–3
- Для Вільямс це був 4-й титул за сезон і 11-й — за кар'єру.

### Парний розряд
Лариса Нейланд /  Аранча Санчес Вікаріо —  Аманда Кетцер /  Яна Новотна, 6–2, 6–1